# Thomas Krüger (Politiker, 1959)

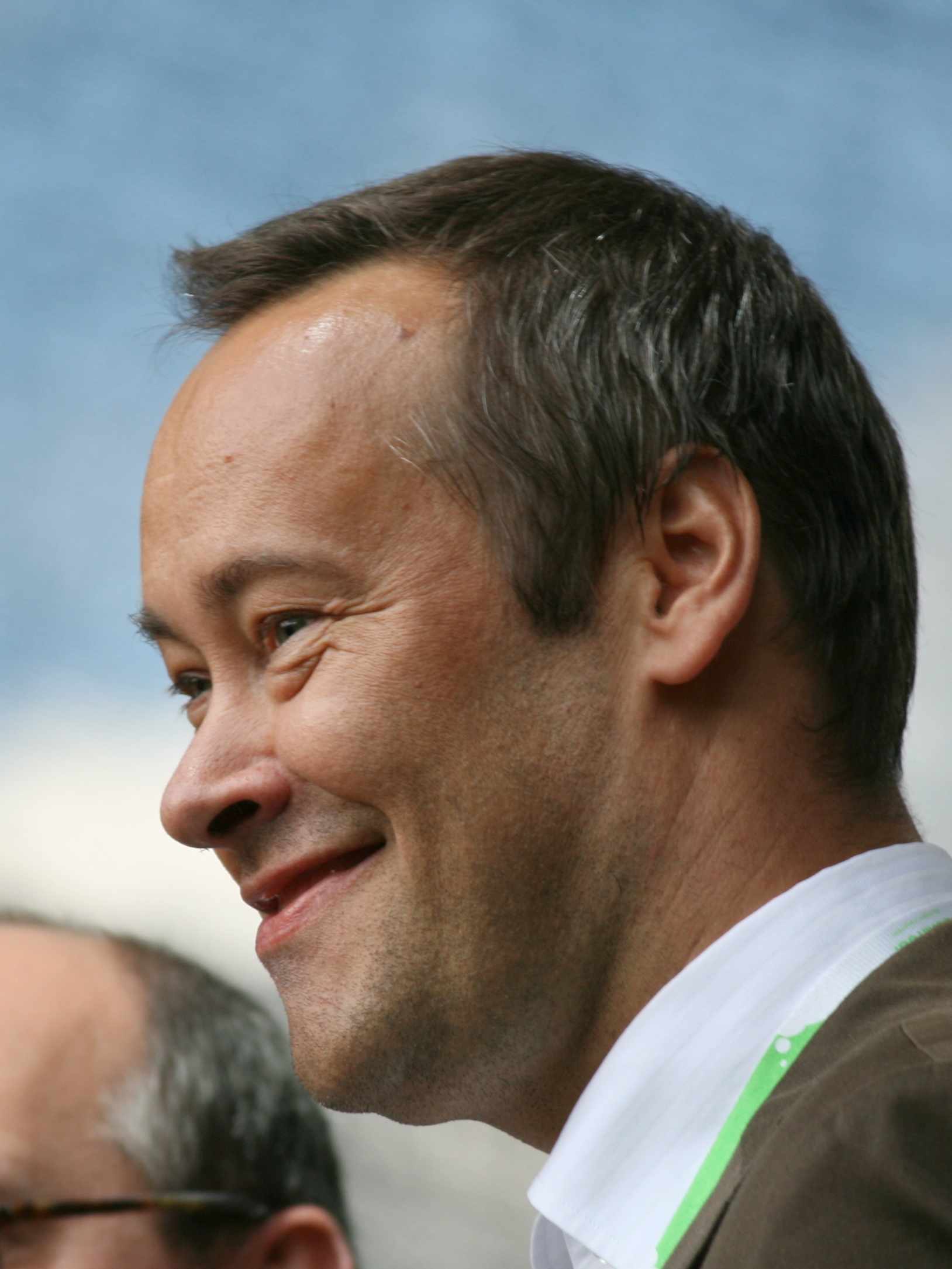
Thomas Krüger (2008)

Thomas Krüger (* 20. Juni 1959 in Buttstädt) ist ein deutscher Politiker (SPD) und früherer Bürgerrechtler in der DDR. Von 1990 bis 1991 war er in Ost-Berlin Stadtrat für Inneres und vom 11. bis 24. Januar 1991 kommissarischer Oberbürgermeister von Ost-Berlin, womit er gleichzeitig in diesen Tagen auch nach Art. 16 des Einigungsvertrags neben Walter Momper eines von zwei Regierungsoberhäuptern des wiedervereinigten Berlins war (Magistrat Schwierzina). Von 1991 bis 1994 war er Senator für Familie und Jugend in Berlin und von 1994 bis 1998 Mitglied des Deutschen Bundestages. Seit 1995 ist Krüger Präsident des Deutschen Kinderhilfswerks und seit 2000 Präsident der Bundeszentrale für politische Bildung.

## Leben und Wirken

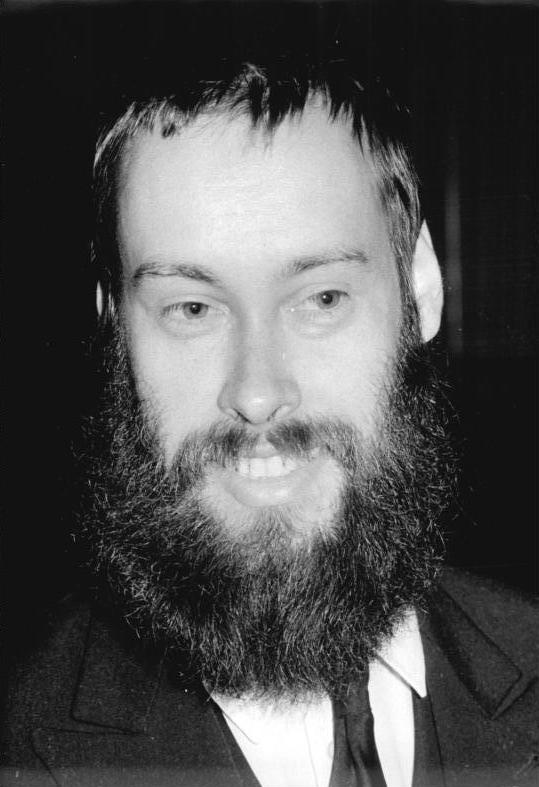
Thomas Krüger (1990)

Krüger studierte nach einer Ausbildung zum Facharbeiter für Plast- und Elastverarbeitung in Fürstenwalde ab 1981 Evangelische Theologie und arbeitete in Berlin und Eisenach als Vikar. Er spielte in freien Theatergruppen und engagierte sich in der Kirche von Unten. 1989 gehörte Thomas Krüger zu den Gründungsmitgliedern der Sozialdemokratischen Partei in der DDR (SDP), in der er bis 1990 Geschäftsführer der SDP in Ost-Berlin war. Er gehörte von März bis 1. August 1990 der Volkskammer der DDR an und war Ostberliner Stadtrat für Inneres im Magistrat Schwierzina. Vom 11. bis 24. Januar 1991 war er letzter (kommissarischer) Oberbürgermeister von Ost-Berlin.
Von 1991 bis 1994 gehörte Thomas Krüger als Senator für Familie und Jugend dem Senat des Regierenden Bürgermeisters Eberhard Diepgen (Senat Diepgen III) an. In dieser Zeit bereitete er maßgeblich das Berliner Ausführungsgesetz zum KJHG vor mit weitgehenden Positionen in der Jugendarbeit, der Beteiligung von Kindern und Jugendlichen, in der schulbezogenen und aufsuchenden Sozialarbeit sowie zur dienstlichen Freistellung von Ehrenamtlichen der Jugendarbeit, die im Öffentlichen Dienst beschäftigt sind. Von 1994 bis 1998 war Krüger Mitglied des Deutschen Bundestages. Zuvor war er im Wahlkampf mit dem Motto „eine ehrliche Haut“ auf Postern nackt zu sehen, was für bundesweites Aufsehen sorgte. Bei der Bundestagswahl im September 1998 kandidierte Krüger nicht erneut. Seit Juli 2000 ist er Präsident der Bundeszentrale für politische Bildung. Seit 1995 übt Krüger die ehrenamtliche Tätigkeit des Präsidenten der gemeinnützigen Kinderrechtsorganisation Deutsches Kinderhilfswerk aus. Seit 2012 ist er zudem zweiter stellvertretender Vorsitzender der Kommission für Jugendmedienschutz (KJM), nachdem er schon seit 2003 Kommissionsmitglied gewesen war.
1997 heiratete er im Bahai-Ritus Brigitte Zeitlmann, eine Tochter des CSU-Bundestagsabgeordneten Wolfgang Zeitlmann. Im Anschluss an seine Abgeordnetentätigkeit legte er nach der Geburt seines ersten Kindes eine Elternzeit ein. Krüger lebt inzwischen von Zeitlmann getrennt in einer neuen Beziehung in Berlin.

## Kontroversen
Krüger war 2002 Mitglied der Jury, die das Internet-Netzwerk Indymedia mit dem Poldi-Award auszeichnete (der Preis war auch von der Bundeszentrale für politische Bildung mitinitiiert worden). Dieser Schritt stieß auf Kritik, da Indymedia von mehreren Verfassungsschutzämtern als linksextremistisch eingestuft wird. Das Bundesinnenministerium, dem die Bundeszentrale untersteht, gab daraufhin an, dass die Ergebnisse der verdeckten Abstimmung bis zum „Öffnen der entsprechenden Umschläge“ unbekannt gewesen seien und bestritt eine Behauptung der ausgezeichneten Indymedia-Vertreter, wonach Krüger eine Laudatio auf diese gehalten habe. Als Konsequenz erklärte das Bundesinnenministerium, dass es und die Bundeszentrale künftig nicht mehr an verdeckten Abstimmungen teilnehmen würden.
Im Jahr 2008 wurde Krüger von Evangelikalen wegen eines Begleitbriefs zur Verteilung der Zeitschrift Schule ohne Rassismus – Schule mit Courage (Q-Rage), die einen Artikel über evangelikale Organisationen enthielt, stark kritisiert. In dem Begleitbrief hatte er geschrieben, dass sich in „der Zeitung […] interessante Informationen [finden], wie islamistische und evangelikale Gruppen, die wichtige Freiheitsrechte infrage stellen, Jugendliche umwerben.“ In der Folge distanzierte sich Krüger vom Q-Rage-Artikel und konstatierte, dass die dort vorgenommene pauschale Gleichsetzung der evangelikalen Bewegung mit Fundamentalismus nicht zutreffend sei. Wegen dieser Distanzierung wurde Krüger wiederum unter anderem in der taz und im Spiegel, dessen Online-Redaktion die Schülerredakteure des Artikels unterstützt hatte, sowie in einer Stellungnahme des Lesben- und Schwulenverbandes in Deutschland (LSVD) kritisiert. Die Vorsitzenden des Kuratoriums der Bundeszentrale für politische Bildung – sowohl Ernst-Reinhard Beck (CDU) als auch Dieter Grasedieck (SPD) – reagierten auf die Protestbriefe der Evangelikalen, die ihr Büro erreichten, mit der Aussage: „Wir halten die Gleichsetzung von Evangelikalen und Islamisten durch den Präsidenten der Bundeszentrale für politische Bildung, Thomas Krüger, für absolut inakzeptabel.“
Unter Krügers Leitung verfügte die Bundeszentrale die Rücknahme eines Aufsatzes von Konrad Löw zum Thema Deutsche Identität in Verfassung und Geschichte. Daraufhin urteilte das Bundesverfassungsgericht mit Beschluss vom 17. August 2010, im Verhalten der Bundeszentrale gegenüber Löw habe die von einer staatlichen Einrichtung zu erwartende Ausgewogenheit und rechtsstaatliche Distanz gefehlt, so dass Löw in seinen allgemeinen Persönlichkeitsrechten verletzt worden sei.
Im Dezember 2020 warnte Krüger vor einer Diskursverengung durch Antisemitismusvorwürfe und plädierte für eine Öffnung der öffentlichen Debatte über die politischen Positionen der antizionistischen und vom deutschen Bundestag 2019 als antisemitisch eingestuften BDS-Bewegung.

## Mitgliedschaften
Seit April 2018 ist Thomas Krüger Mitglied im Rat für Kulturelle Bildung, nach eigenen Angaben ein unabhängiges Beratungsgremium mit 13 Experten, das sich umfassend mit der Lage und der Qualität kultureller Bildung in Deutschland befasst. Der Rat für Kulturelle Bildung ist eine Initiative von Bertelsmann Stiftung, Deutsche Bank Stiftung, Karl Schlecht Stiftung, PwC-Stiftung, Robert Bosch Stiftung, Stiftung Mercator und der Stiftung Nantesbuch.

## Schriften
- Thomas Krüger (Hrsg.): Die bewegte Stadt. Berlin am Ende der Neunziger. FAB Verlag, Berlin 1998, ISBN 3-927551-57-0.

## Ehrungen
Für seine Verdienste für die politische Bildung in Deutschland wurde Krüger am 7. September 2001 mit dem Bundesverdienstkreuz am Bande ausgezeichnet. Durch den polnischen Botschafter Marek Prawda erhielt er 2008 das polnische Verdienstkreuz in Silber als Anerkennung für sein besonderes Engagement für die deutsch-polnische Versöhnung überreicht.